# Vilhelm Wedell-Wedellsborg (1908-2000)
 Der er flere personer med dette navn, se Vilhelm Wedell-Wedellsborg.
Vilhelm Ferdinand baron Wedell-Wedellsborg (12. november 1908 i København – 11. februar 2000) var en dansk embedsmand og amtmand.
Han var søn af oberstløjtnant, kammerherre, baron Karl Wedell-Wedellsborg og hustru Ettie Caroline f. Blom, blev student fra Gammel Hellerup Gymnasium 1927, cand. jur. 1933, dommerfuldmægtig i Helsingør samme år, fungerende sekretær i Socialministeriet samme år, udnævnt 1936, fuldmægtig 1941, ministersekretær 1942-46, ekspeditionssekretær 1946, kontorchef i Arbejdsministeriet fra 1948 og i Socialministeriet fra 1949. I 1955 blev Wedell-Wedellsborg amtmand over Sorø Amt og fra 1970 til sin pensionering 1978 over det nye Vestsjællands Amt. Han blev Ridder af Dannebrog 1948, Ridder af 1. grad 1956, Kommandør 1964 og Kommandør af 1. grad 1972.
Han var desuden lærer ved Den sociale Skole 1948-55, formand for Ministerialforeningen 1944-56; medlem af bestyrelsen for Danske Statsembedsmænds Samråd 1944-65, formand 1957-65, af Det nordiske administrative Forbunds danske styrelse 1947-66 og af hovedbestyrelsen for Børneringen 1950-60; formand for Julemærkekomitéen fra 1957 og for behandlingshjemmene Dalgården ved Aarhus fra 1961 og Lindersvold ved Fakse fra 1972; medlem af bestyrelsen og forretningsudvalget for Danmarks Juristforbund 1952-64, formand 1956-64, af Akademikernes Samarbejdsudvalg 1952-64 og af centralbestyrelsen for Nationalforeningen til Tuberkulosens Bekæmpelse; formand for det i h. t. Ferieloven nedsatte rådgivende udvalg 1949-55 og for det af hovedorganisationerne i h. t. forligsmandens mæglingsforslag i 1956 nedsatte udvalg til udarbejdelse af en sygelønsordning. Han var formand for eller medlem af en række kommissioner og udvalg, herunder forvaltningskommissionen af 1946, alkoholkommissionen af 1947, Socialministeriets udvalg vedr. arbejdsanstalterne, kommissionen vedr. offentlighed i forvaltningen, administrationskommissionen og kommissionen vedr. tjenestemænds ansættelsesforhold.
Han var administrator for Det grevelige Dannemandske Stift med Aastrup kloster; formand for bestyrelsen for Vestsjællands Kunstmuseum i Sorø og for tilsynsrådet for Sorø Spare- og Lånekasse; medlem af tilsynsrådet for husholdningsseminariet Ankerhus, af bestyrelsen for Sorø Husholdningsskole og for Indre Missions seminarium i Haslev; stedfortrædende formand for landsbevillingsnævnet; formand for byudviklingsudvalgene for Ringstedegnen, Skælskøregnen og Slagelseegnen samt for fredningsplanudvalget for Vestsjællands amt samt regionsamtmand for region V. Fra 1979 til 1987 var han formand for Selskabet for Bygnings- og Landskabskultur.
Han var medredaktør af værket Centraladministrationen 1848-1948.
Han blev gift 26. september 1942 i Jægersborg med Birte Engelke Schaffalitzky de Muckadell (født 5. august 1921 på Margrethesminde, Ulbølle Sogn), datter af hofjægermester, baron Johan Ludvig Schaffalitzky de Muckadell og hustru Else f. Undset Gyth.
Der findes et portrætmaleri af H.C. Bärenholdt fra 1968 (tidligere i amtsrådssalen i Sorø). Fotografier.